# Гастролі
Гастро́лі (нім. Gastrolle, від Gast — гість і Rolle — роль) — виступи, вистави творчих колективів чи окремих виконавців за межами їх стаціонарних сценічних майданчиків.

## Різновиди
Гастрольні заходи, за винятком благодійних, проводять, щоб отримати прибутку. Відповідно гастролери — заклади, підприємства і організації культури, творчі колективи, окремі виконавці, які здійснюють гастрольні заходи.

## В Україні
На території України усі гастрольні заходи регламентуються Законом України «Про гастрольні заходи в Україні».